# Кабул (връх)
Вижте пояснителната страница за други значения на Кабул.
Кабу̀л е връх в северозападния дял на Рила. Неговата височина е 2531 m. Билото на върха е заето от обширни пасища. На запад и на север се спускат полегати склонове, а източната му страна представлява почти отвесна скална стена. От подножието на Кабул извират няколко притока на река Джерман. Върхът е най-леснодостъпен от юг-югоизток.